# 長沢二郎

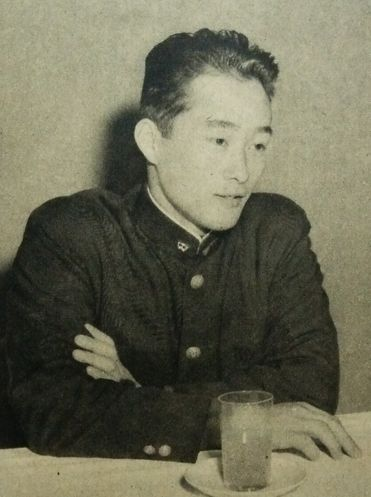
1954年

長沢 二郎（ながさわ じろう, 1932年（昭和7年）2月2日 - 2010年（平成22年）3月23日）は、日本の競泳選手。

## 人物
静岡県沼津市出身。静岡県立沼津東高等学校から早稲田大学高等学院に編入し、早稲田大学政治経済学部卒業。早大では水泳部に所属した。
早大在学中の1952年ヘルシンキオリンピックに出場し、200メートル平泳ぎで6位。1954年5月にバタフライが平泳ぎから分離する形で考案され、同年6月に長沢が「ドルフィンキック」を発明、当時の200メートルバタフライの世界新記録を更新した。同年には第4回日本スポーツ賞を受賞。引退後の1964年には、第18回夏季オリンピック東京大会において競泳日本代表のコーチを務めた。1993年に国際水泳殿堂入り。
2010年3月23日14時55分、食道癌のため東京都狛江市の病院で死去。78歳没。